# Versurigidae
Mastigiidae es una familia de medusas.

## Lista de géneros
Según el ITIS:
- Versuriga Kramp, 1961